# 罗伊·查曼
罗伊·查曼（英語：Roy James Charman，1930年5月31日—1990年10月4日），英国音频工程师。他赢得过1次奥斯卡最佳音响效果奖，并在同一奖项获得了3次提名。

## 部分影视作品
查曼获得过1次奥斯卡奖，并获得过3次提名。
获奖
- 夺宝奇兵 (1981)[1]

提名
- 黑狮震雄风（英语：The Wind and the Lion） (1975)[2]
- 超人 (1978)[3]
- 异形2 (1986)[4]